# Робс, Мартиньш
Мартиньш Робс (латыш. Mārtiņš Robs; 7 февраля 1874, Упениеки, Вилцская волость — 11 августа 1947, Рига) — латвийский инженер.
Родился в семье господских слуг, к 1866 году накопивших денег на собственный дом и небольшое хозяйство. Учился в приходской школе в Вилце, затем в реальном училище в Митаве и наконец в Рижском политехническом институте, который окончил с отличием в 1898 году. Работал инженером-строителем и строительным инспектором на Риго-Орловской железной дороге. Участвовал в Русско-японской войне в чине прапорщика. Затем продолжил заниматься инженерной работой по строительству и ремонту Московско-Киево-Воронежской железной дороги, работал в Полтаве, Житомире и др.
С 1922 г. работал в Латвии. Занимался разработкой проекта гидроэлектростанции на Даугаве в районе острова Долес (где спустя полвека была построена Рижская ГЭС). Затем в 1925—1932 гг. по заказам министерства транспорта строил железнодорожные ветки Лиепая—Глуда, Лиепая—Алсунга, Рига—Руйиена. В 1935—1936 гг. председатель комитета по строительству гидротехнических сооружений при министерстве финансов Латвии.
В 1936—1942 гг. главный инспектор по строительству Кегумской ГЭС. После её разрушения в ходе боёв Второй мировой войны в 1944—1945 гг. руководил восстановлением станции. В 1930—1940 и 1944—1947 гг. преподавал на инженерном факультете Латвийского университета, заведовал кафедрой железнодорожного строительства, с 1936 г. декан факультета, с 1939 г. экстраординарный, с 1944 г. ординарный профессор и руководитель кафедры промышленного строительства.
Кавалер Ордена Трёх звёзд III степени (1929, за дорожное строительство) и IV степени (1938, за Кегумскую ГЭС).
Жена — Екатерина Михайловна Черкасова (1892—1974), двое детей. Сын Микелис (1911—1985) — инженер, в 1950 г. репрессирован, отбывал срок в Речлаге.